# ريتشارد كينيدي
ريتشارد كينيدي (بالإنجليزية: Richard Kennedy)‏ هو كاتب وكاتب للأطفال أمريكي، ولد في 23 ديسمبر 1932 في ميزوري في الولايات المتحدة.